# Mercury Island
Mercury Island är en ö i Sydatlanten utanför Namibias kust. Den ligger 800 meter från land och ingår i ögruppen Pingvinöarna. Den klippiga ön har en yta på tre hektar och är ett viktigt fågelskyddsområde som  hyser 80 % av jordens bestånd av vitgumpad skarv och mer än 90 % av Namibias pingviner. Två forskare bor permanent på ön.
På Mercury Island, liksom på övriga öar längs Namibias kust, har  tidigare brutits guano och resterna av gruvan bildar en stor grotta.  

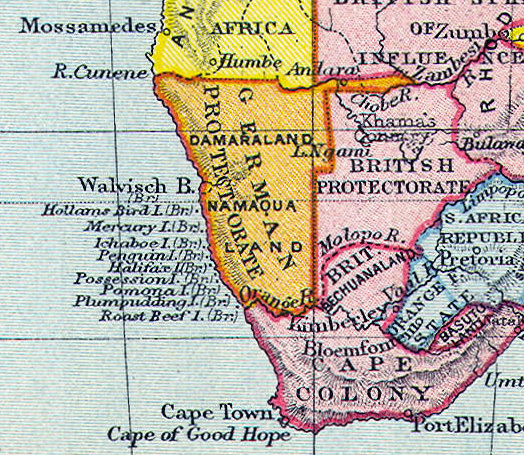
Pingvinöarna på en karta över Tyska Västafrika 1897.

Mercury Island och resten av Pingvinöarna var aldrig en del av Tyska Västafrika utan tillhörde först Storbritannien och senare Sydafrika. De överlämnades, tillsammans med staden Walvis Bay, formellt till Namibia 1 mars 1994.